# 星海遊俠系列
星海遊俠系列（台湾又译作）是由tri-Ace開發、史克威爾艾尼克斯（原艾尼克斯）發售的角色扮演遊戲系列。

## 概要
簡稱「SO」，因為很多「傳奇系列」的製作人員都參與第1作的開發，所以有很多系統都與「傳奇系列」相似，不同的是星海遊俠系列以科幻為主題。系列作品擁有相同的世界觀，但在不同的時間軸上，各個作品的主角及冒險舞台都不同，但亦有許多相同的世界故事設定。
系列製作的中心人物五反田義治是《星艦奇航記》（Star Trek）迷，系列的前提故事與《星艦奇航記VI：邁入未來》非常相似，從使用等用語，可看出他受《星艦奇航記》的影響。本系列魅力之處是世界觀和歷史設定等非常複雜，在系列作品中沒有完全的說明，而且各作品對世界內的同一件事有不同的見解。

## 系列作品

### 本篇作品
| 發售日期       | 作品名稱                           | 遊戲平台                                                             | 備注                 |
| -------------- | ---------------------------------- | -------------------------------------------------------------------- | -------------------- |
| 1996年7月19日  | 星海遊俠                           | SFC                                                                  | 本篇                 |
| 1998年7月30日  | 星海遊俠 第二個故事                | PlayStation                                                          | 本篇                 |
| 2003年2月27日  | 星海遊俠 直到時間的盡頭            | PlayStation 2                                                        | 本篇                 |
| 2004年1月22日  | 星海遊俠 直到时间的尽头 导演剪辑版 | PlayStation 2、PlayStation 4                                         | 加入新要素、修正錯誤 |
| 2007年12月27日 | 星海遊俠1 初次啟航                 | PlayStation Portable                                                 | SO1重製版            |
| 2008年4月2日   | 星海遊俠2 二次進化                 | PlayStation Portable、PlayStation 3、PlayStation 4、PlayStation Vita | SO2重製版            |
| 2009年2月19日  | 星之海洋4 最后的希望               | Xbox 360、PlayStation 3                                              | 本篇                 |
| 2016年3月31日  | 星海遊俠5 誠實與背信               | PlayStation 3、PlayStation 4                                         | 本篇                 |
| 2017年11月28日 | 星海遊俠4 最後的希望 4K全高清复刻  | PlayStation 4、Windows                                               | SO4高清版            |
| 2019年12月5日  | 星海遊俠1 初次啟航 R               | PlayStation 4、任天堂Switch                                          | SO1重製版的高清化    |
| 2022年10月27日 | 星海遊俠6 神授之力                 | PlayStation 4、PlayStation 5、Xbox One、Xbox Series X/S、Windows     | 本篇                 |
| 2023年11月2日  | 星海遊俠2 第二個故事 R             | 任天堂Switch、PlayStation 4、PlayStation 5、Windows                  | SO2完全重製版        |

### 外傳作品
| 發售日期      | 作品名稱          | 遊戲平台       | 備注      |
| ------------- | ----------------- | -------------- | --------- |
| 2001年6月28日 | 星海遊俠 蔚蓝星球 | Game Boy Color | SO2的外傳 |

## 年表
本系列作品的故事發生在銀河系內的未來。

### 
- 2064年

第三次世界大戰爆發，戰爭持續了2週。
- 2067年

擴大聯合國成立，成为日后地球聯邦/銀河聯邦的基礎。
- 2074年

擴大聯合國麾下的國際科學技術局成功與其他星球上的文明接觸。
- 2087年

人類有史以來第一次超光速航行實驗成功。
- 2087年

制定宇宙曆，並定2087年為宇宙曆元年。

### 宇宙曆
- 10年(西曆2096年)

星海遊俠4故事发生。
- 346年(西曆2432年)

星海遊俠1故事发生。
- 366年(西曆2452年)

星海遊俠2故事发生。
- 368年(西曆2454年)

星海遊俠 蔚蓝星球故事发生。
- 537年(西曆2623年)

星海遊俠5故事发生。
- 583年(西曆2669年)

星海遊俠6故事发生。
- 772年(西曆2858年)

星海遊俠 直到時間的盡頭（星海遊俠3）故事发生。

## 登場的行星與殖民地
- 地球

## 特殊用語

### 制度文化
- 宇宙曆

2090年3月7日地球上确立的纪年标准，以人類有史以來第一次超光速航行實驗成功的2087年为元年。英文是“SPACE DATE”，缩写为“SD”。
- 未開發行星保護条約
  - 先進行星
  - 監視行星
  - 未開發行星

- 扇区

划分宇宙空间的一种形式。
- 歐帕茲

以当前行星技术水平不应该存在的物体。未開發行星上几乎总是会有歐帕茲。
- 星星世界

未開發行星居民对宇宙的称呼，宇宙飞船因此被叫做星星世界的船。似乎是一种各个行星共同的称呼。

### 勢力
- 地球聯邦 / 銀河聯邦

宇宙曆12年成立的聯邦政府，以地球为主星。宇宙曆360年更名为銀河聯邦。

### 技術
- 紋章術

### 人名
- 威爾琪·賓亞德

发明家女孩，首次出现在《星海遊俠3》，之后的作品都有出现。虽然名字相同，但并不是同一个人物，各个作品中外貌也有差异。指点杆是该角色的代表性元素。
- 加百列・塞莱斯塔/深渊女王

tri-Ace作品中常见的隐藏Boss。首次出现在《星海遊俠 第二個故事》，以加百列・塞莱斯塔和深渊女王两种身份出现，最强形态为六翼。

### 無法解釋之物
- 邦尼兔（Bunny）

系列的吉祥物邦尼兔是一隻像兔子一樣、大约一人高的動物，有着圆形的身体和长长的耳朵，跑得极快。在宇宙中每個行星都有栖息。

## 遊戲系統
除了設定方面外，系統性亦有許多共通點：
- 玩家能製造新的道具的「道具製作」系統。
- 有很多同伴，而選擇不同同伴令故事產生變化。
- 簡單操作方式的「全動態主動戰鬥」系統。
- 與同伴的「自由行動」（Private Action）會影響遊戲結局。

系列作品的Bug多也是有名的。

## 主題曲
以發行日排序。
| 歌名            | 採用作品                | 歌手名稱                         |
| --------------- | ----------------------- | -------------------------------- |
| （）            | 星海遊俠 直到時間的盡頭 | MISIA                            |
| Heart           | 星海遊俠1 初次啟航      |                                  |
| START           | 星海遊俠2 二次進化      | SCANDAL                          |
| Astra Nova      | 星海遊俠5 誠實與背信    | androp                           |
| 星之奇迹 （星の奇跡）   | 星海遊俠2 二次進化      | Rina*Eri                         |
| 崭新的一步 （新しい一歩） | 星海遊俠1 初次啟航R     | SHADOW OF LAFFANDOR feat.悠（U） |
| PANDORA         | 星海遊俠6 神授之力      | HYDE                             |
| stella          | 星海遊俠2 第二個故事 R  | SUIREN                           |

## 製作人員
內部製作人員大半都是tri-Ace的成員。

### 内部
- 五反田義治 - tri-Ace代表董事，程式員。星海遊俠系列建構世界觀的最重要人物。
- 則本真樹 - tri-Ace董事兼企划部长，遊戲設計員。負責武器和敵人的參數等，亦設定遊戲的難易度。
- 小川浩 - 計劃制訂人。世界及人物設定。曾担任《星海遊俠5》游戏总监。在劇情主軸人設上傾向中古歐洲風格，包括劍士、魔法師等人物形象，這些與《星艦奇航記》風格歧異較大的部份很可能是來自小川浩，負責人物設計與世界背景。此外遊戲女主角偏好幼童形象，也是這個遊戲系列的人設特徵。
- 初芝弘也 - 音樂總監。负责遊戲音樂技术开发，1999年獨立成立tri-Crescendo，现任tri-Crescendo代表董事。
- 浅沼穰 - 原tri-Ace代表董事，遊戲導演。於2001年退任。

### 外部
- 山岸功典 - 系列製作人，担任了初代至《星海遊俠4 最後的希望》的制作人。曾为史克威爾艾尼克斯所屬，艾尼克斯时期为外包项目总负责人。
- 櫻庭統 - 自由遊戲音樂作曲家。負責系列通用的作曲，音樂基調為以前樂隊的前衛搖滾。
- Production I.G - PSP版重制作品中新加入動畫的動畫製作公司。
- TEAM Entertainment - 發售星海遊俠系列音樂CD的公司。

## 跨媒體
星海遊俠系列亦推出小說和漫畫等各種各樣跨媒體作品。小说由史克威尔艾尼克斯文库（原艾尼克斯文库）发行，音樂CD由TEAM Entertainment发行。
自《星海遊俠 蔚蓝星球》开始，系列中大部分作品都会出现日本八百金（やおきん）品牌的美味棒作为回复道具，并且和现实一样拥有多种口味。

## 外部連結
- （日語）星海遊俠系列入口網站 「Eternal Sphere」 （页面存档备份，存于）
- （日語）史克威爾艾尼克斯 官方網站 （页面存档备份，存于）
- （日語）tri-Ace 官方網站（页面存档备份，存于）
- （日語）tri-Crescendo 官方網站（页面存档备份，存于）